# Cheikh El Hasnaoui

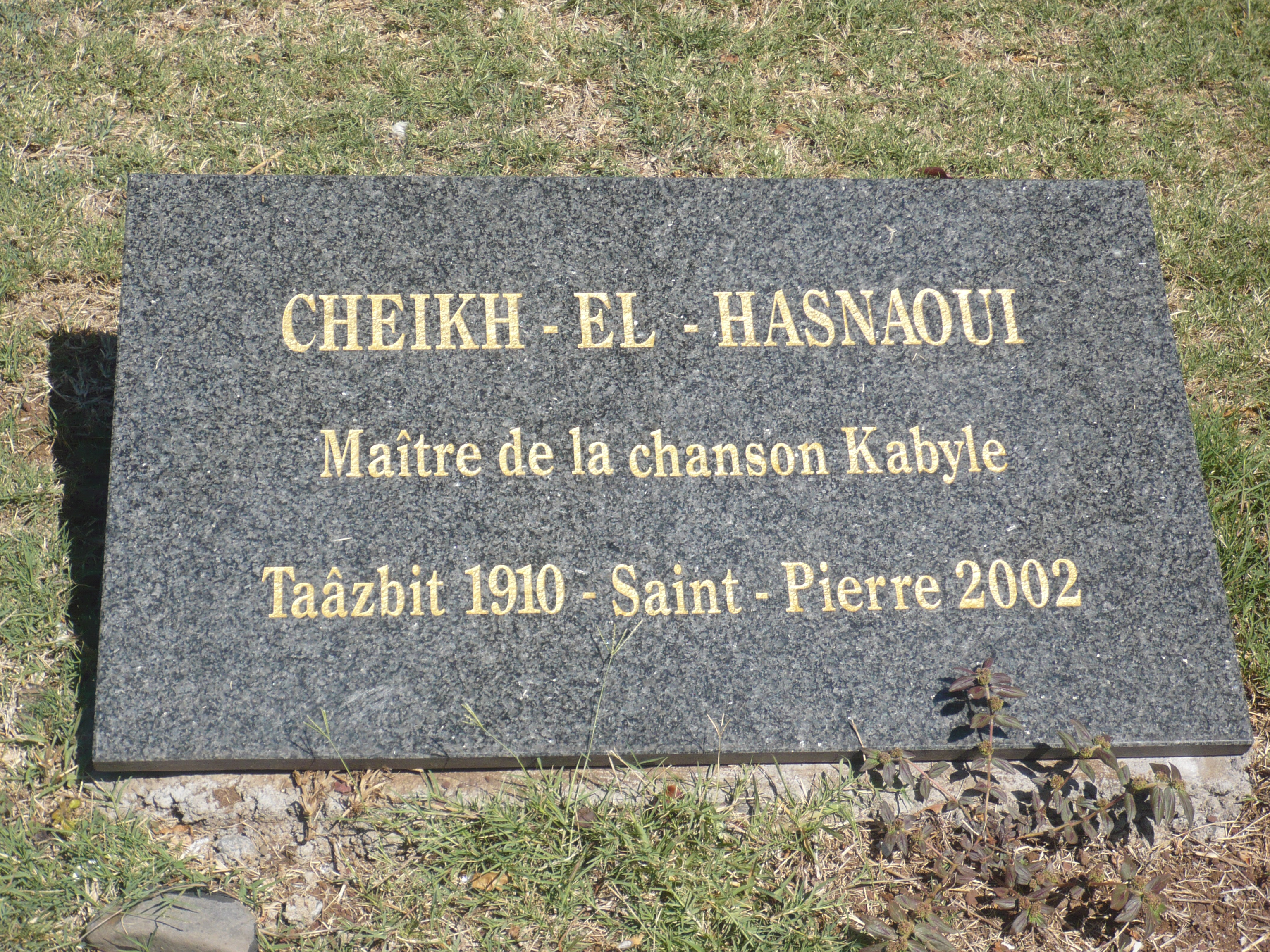
Tumba de El Hasnaoui en Saint Pierre

Cheikh El Hasnaoui  de nombre verdadero Mohamed Khelouat, nacido el 23 de julio de 1910 en Taazibt - Ihesnawen,  (provincia de Tizi Uzu)  en Argelia y muerto el 6 de julio de 2002 de julio de en San Pedro de la Reunión en Francia, fue un cantante, músico y cantautor argelino de  idioma cabilio.Su nombre El Hasnaoui se refiere a su región natal de los Aârch de los  Ihesnawen (Iḥesnawen del municipio de Tizi Uzu) donde nace.

## Biografía
Cheikh El Hasnaoui nació el 23 de julio de 1910 en la aldea de Taâzibt, pueblo de Taazibt - Ihesnawen dentro del municipio de Tizi-ouzou,  en la región de Cabilia (Argelia).
Huérfano de madre a los dos años, Mohamed Khelouat es educado por su familia. El niño crece en el ambiente de la cultura de las   zawiyas donde el  frecuenta el Timaâmrin. Abandona su pueblo natal hacia 1930  la capital Argel donde es contratado en un trabajo de noche sobre los andenes. Vive entonces en la calle Mogador en la Alcazaba de Argel y forma parte de la orquesta de Hadj Me hamed El Anka. 
Su primera canción, A Yemma yemma, es un lamento de las personas desarraigadas, la canta y la da a conocer en Argel en 1936. En realidad , la canción había sido compuesta en 1928,  o sea 10 años después del final de la Primera Guerra Mundial según la memoria popular y de sus contemporáneos, que habrían escuchado esta canción antes de  su salida definitiva en Argel. Nada sorprendente por otro lado  en aquellos tiempos, el estribillo de esta canción que llamaba a  su madre como testigo, emocionaba a más de uno de sus oyentes cuando se conocía que había perdido a la suya a la edad de dos años. 
En 1937, al borde de la Segunda Guerra Mundial, El Hasnaoui abandona el país y marcha a  Francia, donde  se instalará en  París, en el  15.º arrondissáment de París. Desde 1939 hasta el inicio de los años 1950, antes del desencadenamiento de la Guerra de Argelia, produce lo esencial de su repertorio compuesto de 29 canciones en cabilio y de 17 en árabe argelino. En 1968, graba sus últimas canciones : Cheïkh Amokrane, Haïla hop, Mrebḥtiene, Ya Noudjoum Ellil y Rod Balek. 
Abandona definitivamente la escena artística después de estas grabaciones. Cheïkh El Hasnaoui está considerado como una figura puntera  en su género musical. 
Cheikh El Hasnaoui a menudo asociado a su canción conocida, La Maison Blanche, se distinguió en la década de 1930 al crear su propio estilo, reconocible en su cascada  voz grave, en los sonidos agudos del banjo y por sus textos que evocan el dolor sentimental. Dolor por el cual Cheikh El Hasnaoui se exilia en Francia. El tema del exilio resultará por otra parte el leitmotiv de una gran parte de su obra.
Pasa los doce últimos años de su vida a Saint-Pierre donde está enterrado, en el  cementerio ajardinado (CP 08) al lado de su esposa (Denise Khelouat, nacida Denis). Su tumba se encuentra detrás del columbarium, entre la calle Luc Lorion y la calle Caumont, cerca del cementerio musulmán.
De Lounès Matoub a Lounis Haya Menguellet o más tarde Kamel Messaoudi y muchos otros se inspiran o evocan la obra musical de Cheikh El Hasnaoui, con su música o su temática recurrente, del exilio como fuente de inspiración.

## Discografía
En cabilio :
- La Maison Blanche
- A tiqbayliyin
- Mi tebɣiḍ-iyi (Fadhma)
- A m-ddḥuḥ
- Sani, sani
- Bu-utabani
- Mi tbɣiḍ ad nruḥ
- Rwaḥ, rwaḥ
- A lkas n lkas
- Ay at wakal aberkan
- Ad ruḥeɣ
- A yemma yemma
- Bu-elɛyun tiberkanin
- Aqla-ɣ nesbek
- Truḥeḍ teǧǧiḍ-iyi
- Ruḥ ay haḥbib-iw
- Int'as me ad d-yas
- Acu-t wagi
- Tenɣiḍ-iyi
- Lɣerba túɛer
- A Rebbi lmeɛbud
- Agad Rebbi
- Ccix ameqran
- Am wassa ad tekfu lɣerba
- Ayen ur d-yusi
- Mi d medden akk usan-d
- Mrebḥtiene

En árabe :
- Ya Njoum Ellil
- Ana El Mamhoun
- Ya Mah'la Ellil Wenjoum
- A'tini 'echqa
- choufou choufou
- Madjinitiche Wa3lache
- Zahia
- Rod balek
- Ajini
- Sahran Ellil
- Bnat Sohba
- Heila Hop
- Habib Kalbi No karni
- L´Mamhoune
- Ya Mahla Ellil

### Enlaces  externos
- Website Web - portal volcado en Cheikh El Hasnaoui
- Blog de Ajgu Abelqas, periodista que ha escrito un libro sobre Cheikh El Hasnaoui

- Datos: Q611489